# Associação Atlética Acadêmica Uniban (voleibol feminino)
A  equipe de voleibol feminino  da  Associação Atlética Acadêmica Uniban  foi um dos clubes principais do voleibol de São Paulo e quando atuou na elite do voleibol nacional, pela primeira vez, esteve com departamento de voleibol feminino implantado na cidade de São Caetano do Sul e filiado a FPV, depois transferiu-se para São Bernardo do Campo.
O clube estreou na  Superliga Brasileira A 1996-97, com uma média de idade de 25 anos e de altura em torno de 1,81m, com ponto forte no alcance de bloqueio e com fragilidade na recepção e  alcançou as finais e foi o primeiro finalista a se classificar para final após vencer a série de três jogos contra a tradicional e “favorita” equipe do BCN/Osasco e finalizou com o vice-campeonato, sob o comando do técnico William Carvalho da Silva e auxiliado por  Luizomar de Moura .
Clube teve em seu plantel jogadoras brasileiras de alto nível: Vera Mossa, Fofão, Filó, Cilene Drewnick, Rafaela Félix, Janina Conceição, Virna Dias, Ida Álvares e tantas outras.Foi um dos representantes do Brasil na edição do Campeonato Sul-Americano de Clubes de 1997 em Medellín, na  Colômbia e conquistou a medalha de prata.
Mudando de nome para a temporada seguinte devido a mudança do patrocinador, competiu na edição do Campeonato Paulista, Divisão Especial, no ano de 1997 e quinto colocado na Superliga Brasileira A 1997-98.
Na jornada seguinte utilizou a alcunha Uniban/São Bernardo conquistando o bronze no Campeonato Paulista de 1998.Conquistou o título do primeiro turno da Superliga Brasileira A 1998-99, qualificando-se para as semifinais, encerrou a primeira fase em terceiro lugar e obteve seu primeiro título na Superliga Brasileira A,  na época da conquista contratou  as jogadoras ucranianas Tetyana Ivanyuskina e Mariya Polyakova.
Com apenas um mês da conquista  nacional o clube desmancha a equipe que contribuiu para tal conquista  e boa parte das jogadoras ficaram desempregadas e formaram um time unindo a outras  atletas que vieram da extinção do Leites Nestlé e da UnG, todos estes clubes por dificuldades financeiras resolvem extinguir as atividades de voleibol.

## Resultados obtidos nas principais competições

### Títulos e resultados conquistados
- Campeonato Sul-Americano de Clubes: 1997[5]
- Superliga Brasileira A: 1998-99[12]
- Superliga Brasileira A:1996-97[3]
- Campeonato Paulista:1998[9]